# Patrik Augusta
Patrik Augusta (Jihlava, 13 novembre 1969) è un allenatore di hockey su ghiaccio ed ex hockeista su ghiaccio ceco.

## Carriera
Fu arruolato complessivamente 149º dai Toronto Maple Leafs nella "1992 NHL Entry Draft" e giocò due partite per i Leafs e due per i Washington Capitals. Giocò poi nella IHL con i Long Beach Ice Dogs e successivamente nella Deutsche Eishockey Liga, in cui giocò per i Schwenninger Wild Wings, Krefeld Pinguine e per gli Hannover Scorpions dalla stagione 2003-04. Al termine della stagione 2005-06 annunciò il suo ritiro.
Vinse la medaglia di bronzo ai giochi olimpici invernali 1992.

## Statistiche
Statistiche aggiornate a luglio 2011.

### Giocatore

#### Club
| Stagione | Squadra                 | Stagione regolare | Stagione regolare | Stagione regolare | Stagione regolare | Stagione regolare | Stagione regolare | Playoff | Playoff | Playoff | Playoff | Playoff |
| Stagione | Squadra                 | Lega              | P                 | G                 | A                 | Pt                | PIM               | P       | G       | A       | Pt      | PIM     |
| -------- | ----------------------- | ----------------- | ----------------- | ----------------- | ----------------- | ----------------- | ----------------- | ------- | ------- | ------- | ------- | ------- |
| 1988-89  | Dukla Jihlava           | Czech             | 15                | 3                 | 1                 | 4                 | 4                 | 2       | 2       | 0       | 2       | 0       |
| 1989-90  | Dukla Jihlava           | Czech             | 46                | 9                 | 11                | 20                | 0                 | 7       | 3       | 1       | 4       | 0       |
| 1990-91  | Dukla Jihlava           | Czech             | 49                | 20                | 22                | 42                | 18                | 2       | 0       | 0       | 1       | 0       |
| 1991-92  | Dukla Jihlava           | Czech             | 34                | 15                | 11                | 26                | 0                 | 8       | 1       | 4       | 5       | 0       |
| 1992-93  | St. John's Maple Leafs  | AHL               | 75                | 32                | 45                | 77                | 74                | 8       | 3       | 3       | 6       | 23      |
| 1993-94  | St. John's Maple Leafs  | AHL               | 77                | 53                | 43                | 96                | 105               | 11      | 4       | 8       | 12      | 4       |
| 1993-94  | Toronto Maple Leafs     | NHL               | 2                 | 0                 | 0                 | 0                 | 0                 |         |         |         |         |         |
| 1994-95  | St. John's Maple Leafs  | AHL               | 71                | 37                | 32                | 69                | 98                | 4       | 2       | 0       | 2       | 7       |
| 1995-96  | Los Angeles Ice Dogs    | IHL               | 79                | 34                | 51                | 85                | 83                |         |         |         |         |         |
| 1996-97  | Long Beach Ice Dogs     | IHL               | 82                | 45                | 42                | 87                | 96                | 18      | 4       | 4       | 8       | 33      |
| 1997-98  | Long Beach Ice Dogs     | IHL               | 82                | 41                | 40                | 81                | 84                | 17      | 11      | 7       | 18      | 20      |
| 1998-99  | Long Beach Ice Dogs     | IHL               | 68                | 24                | 35                | 59                | 125               | 8       | 4       | 6       | 10      | 4       |
| 1998-99  | Washington Capitals     | NHL               | 2                 | 0                 | 0                 | 0                 | 0                 |         |         |         |         |         |
| 1999-00  | Schwenningen Wild Wings | DEL               | 34                | 14                | 15                | 29                | 52                |         |         |         |         |         |
| 2000-01  | Schwenningen Wild Wings | DEL               | 56                | 25                | 25                | 50                | 44                |         |         |         |         |         |
| 2001-02  | Krefeld Penguins        | DEL               | 60                | 15                | 40                | 55                | 54                | 3       | 0       | 0       | 0       | 2       |
| 2002-03  | Krefeld Penguins        | DEL               | 51                | 15                | 19                | 34                | 48                | 14      | 5       | 13      | 18      | 18      |
| 2003-04  | Hannover Scorpions      | DEL               | 51                | 20                | 18                | 38                | 66                |         |         |         |         |         |
| 2004-05  | Hannover Scorpions      | DEL               | 51                | 17                | 29                | 46                | 67                |         |         |         |         |         |
| 2005-06  | Hannover Scorpions      | DEL               | 22                | 8                 | 7                 | 15                | 18                | 10      | 1       | 2       | 3       | 10      |

#### Nazionale
| Stagione | Livello           | Risultati    | Risultati | Risultati | Risultati | Risultati | Risultati |
| Stagione | Livello           | Competizione | P         | G         | A         | Pt        | PIM       |
| -------- | ----------------- | ------------ | --------- | --------- | --------- | --------- | --------- |
| 1991-92  | Cecoslovacchia OG | OG           | 8         | 3         | 2         | 5         | 0         |
| 1991-92  | Cecoslovacchia    | WC           | 5         | 2         | 2         | 4         | 4         |

### Allenatore
| Stagione | Squadra       | Lega   | Ruolo      | Note |
| -------- | ------------- | ------ | ---------- | ---- |
| 2010-11  | Dukla Jihlava | 1.liga | Ass. Coach |      |
| 2011-12  | Dukla Jihlava | 1.liga | Ass. Coach |      |

## Palmarès

### Club
- Extraliga cecoslovacca: 1

Dukla Jihlava: 1990-1991
- Campionato tedesco: 1

Krefeld: 2002-2003

### Individuale
- AHL Second All-Star Team: 1

1993-1994
- AHL All-Star Classic: 1

1995
- IHL Second All-Star Team: 1

1996-1997
- DEL All-Star Game: 1

2004